# Knittelsheim
Knittelsheim is een plaats in de Duitse deelstaat Rijnland-Palts, en maakt deel uit van de Landkreis Germersheim.
Knittelsheim telt 1.045 inwoners.

## Bestuur
De plaats is een Ortsgemeinde en maakt deel uit van de Verbandsgemeinde Bellheim.